# Procellarum KREEP terrane

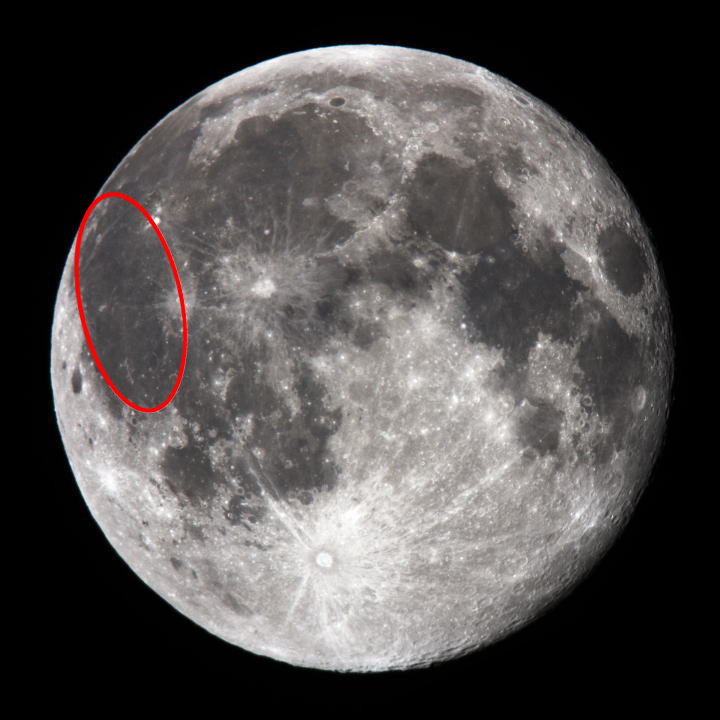
Localisation sur la Lune de l'Oceanus Procellarum.

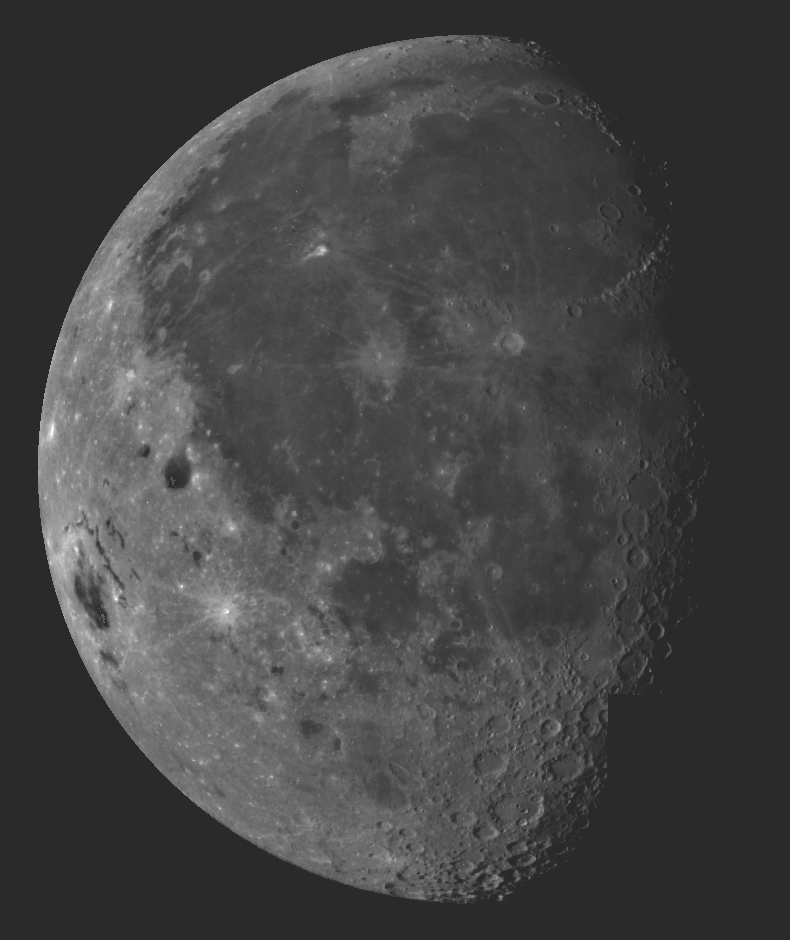
Vue générale de l'Oceanus Procellarum.

Le Procellarum KREEP terrane ou PKT (en français : Le terrain KREEP de Procellarum) est une vaste zone lunaire située au niveau de l'Oceanus Procellarum et de la Mare Imbrium. Ce terrain recèle une géologie caractérisée notamment par le potassium, le phosphore, l'uranium et le thorium constituant la base du KREEP.

## Description
Traditionnellement, la Lune est divisée en deux terrains géologiques majeurs : Les hautes terres (sorte de continents) et les mares lunaires. Les hautes terres sont caractérisées par plus d'impacts de cratères et une altitude plus élevée avec un albédo plus clair que les mares lunaires généralement plus sombres.
Le PKT est un terrain mafique, couvrant cette Mare lunaire, qui contient un minéral de silicate ou une roche qui est riche en magnésium et en fer ; de plus ce vaste terrain lunaire possède les caractéristiques du KREEP. Le KREEP est l'acronyme construit à partir des lettres K (le symbole atomique pour le potassium), REE (Rare Earth Element - Terres rares) et P (pour le phosphore), est une composante géochimique de certaines brèches d'impact, basaltes, ou norites fondues. Sa caractéristique la plus importante est une concentration accrue en éléments dits « incompatibles » (qui se concentrent en phase liquide pendant la cristallisation du magma) et produisant de la chaleur comme l'uranium, le thorium et de potassium.
Dans cette vaste zone lunaire, le terrain recèle une concentration de thorium représentant 40 % de la quantité lunaire. Les échantillons rapportés par la mission Apollo 14 et analysés indiquent un fort taux de thorium.